# Wadi Rum
Le Wadi Rum ou Wadi Ramm (en arabe : وادي رم) est une vallée désertique comportant des canyons, des arches naturelles, des falaises et des grottes, située au sud de l'Arabah en Jordanie. Il a été inscrit au Patrimoine mondial en 2011 en tant que bien mixte naturel et culturel. Le site est aussi appelé Iram dans les textes nabatéens.

## Géographie
Sur le plan géologique, le Wadi Rum est une vallée (un wadi ou oued) creusée par l'érosion d'un cours d'eau endoréique dans les rochers de grès et de granit du sud-ouest de la Jordanie.

## Histoire
La présence de dessins, d'inscriptions gravées et de vestiges archéologiques témoigne de 120 siècles d'occupation humaine. Plus de 25 000 pétroglyphes et de 20 000 inscriptions permettent de retracer les débuts de l'écriture alphabétique et l'évolution de la pensée de l'homme, de ses activités pastorales, agricoles et urbaines dans la région. L'armée arabe de Lawrence d'Arabie y passa à l'été 1917 avant de lancer son attaque sur Aqaba.

## Faune et flore
Le Wadi Rum abrite une faune et une flore rare et endémique. De petites populations de bouquetins de Nubie, de loups gris, de renards de Blanford, de renards roux y résident ainsi que le rare chat des sables. Les petits mammifères, les insectes et les reptiles sont plus communs. De nombreux oiseaux de proie sont présents durant les périodes de migration. L'oryx d'Arabie, une antilope du désert, fait l'objet d'un programme de réintroduction depuis 2002. D'anciennes peintures rupestres attestent de sa présence par le passé dans le Wadi Rum. Sa chasse excessive a conduit à sa disparition à l'état sauvage en 1972. Il y a aussi des espèces rares de petites plantes et d'herbes. Les anémones rouges, fleur nationale de Jordanie, y poussent en abondance au bord des routes ainsi que des plantes utilisées depuis des siècles par les populations nomades pour leurs propriétés médicinales.

## Tourisme
La région est l'une des plus importantes destinations touristiques en Jordanie. Elle attire un nombre croissant de touristes, en particulier des grimpeurs et des trekkeurs, mais aussi des amateurs de randonnée équestre, à dos de dromadaire ou en véhicule tout-terrain. 
Cet afflux de touristes dans cette région isolée a augmenté sensiblement les revenus de la population bédouine locale qui a pu ainsi diversifier ses activités traditionnelles en développant des entreprises liées au tourisme.
Quelques sites touristiques du Wadi Rum :
- le temple nabatéen
- la source de Lawrence
- Khazali Canyon
- les dunes
- Burdah Rock Bridge
- Um Frouth Rock Bridge
- Burrah Canyon
- Sunset Sites
- inscriptions Thamud et nabatéennes
- Les Sept Piliers de la sagesse

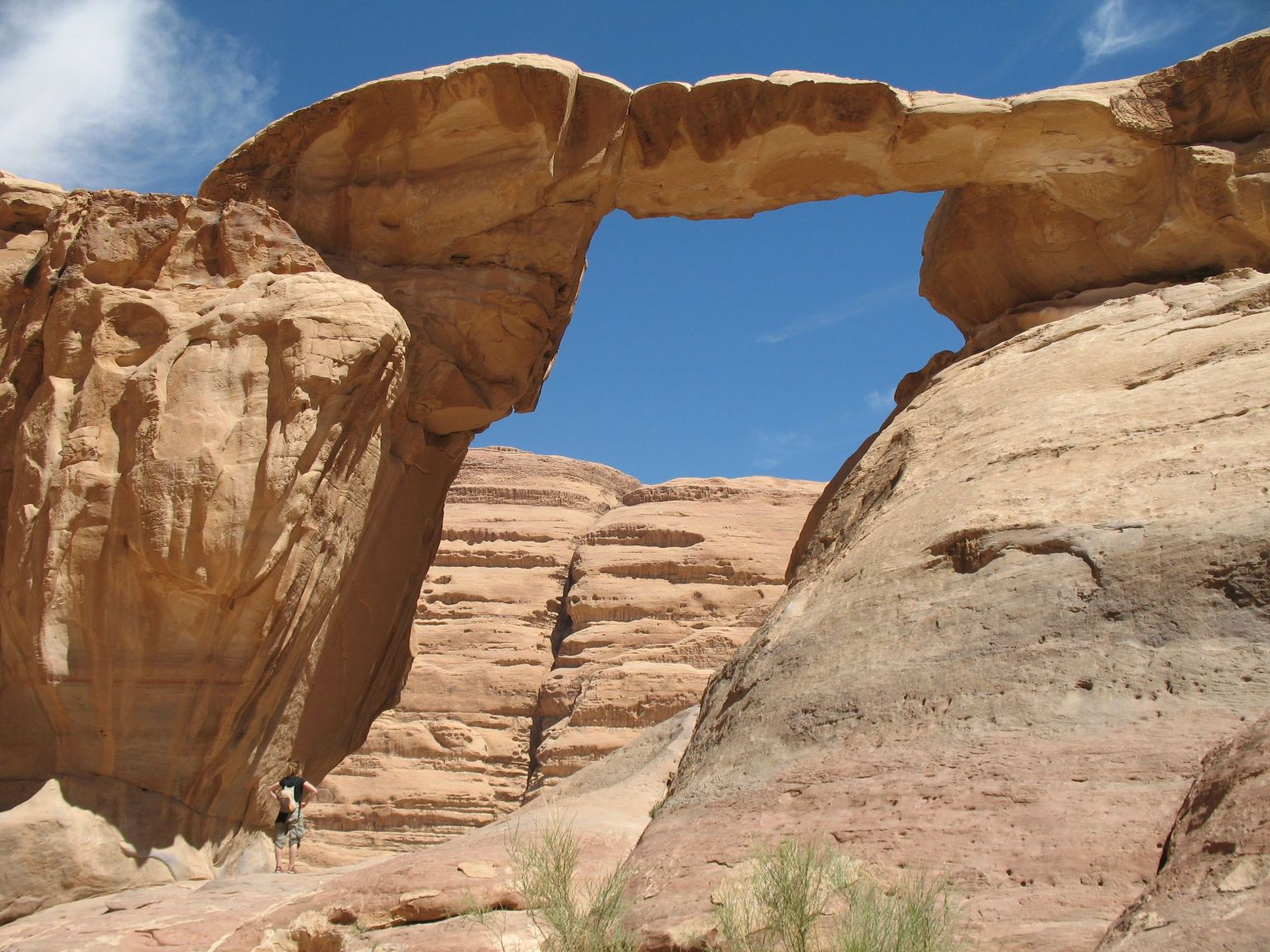
Burdah Rock Bridge
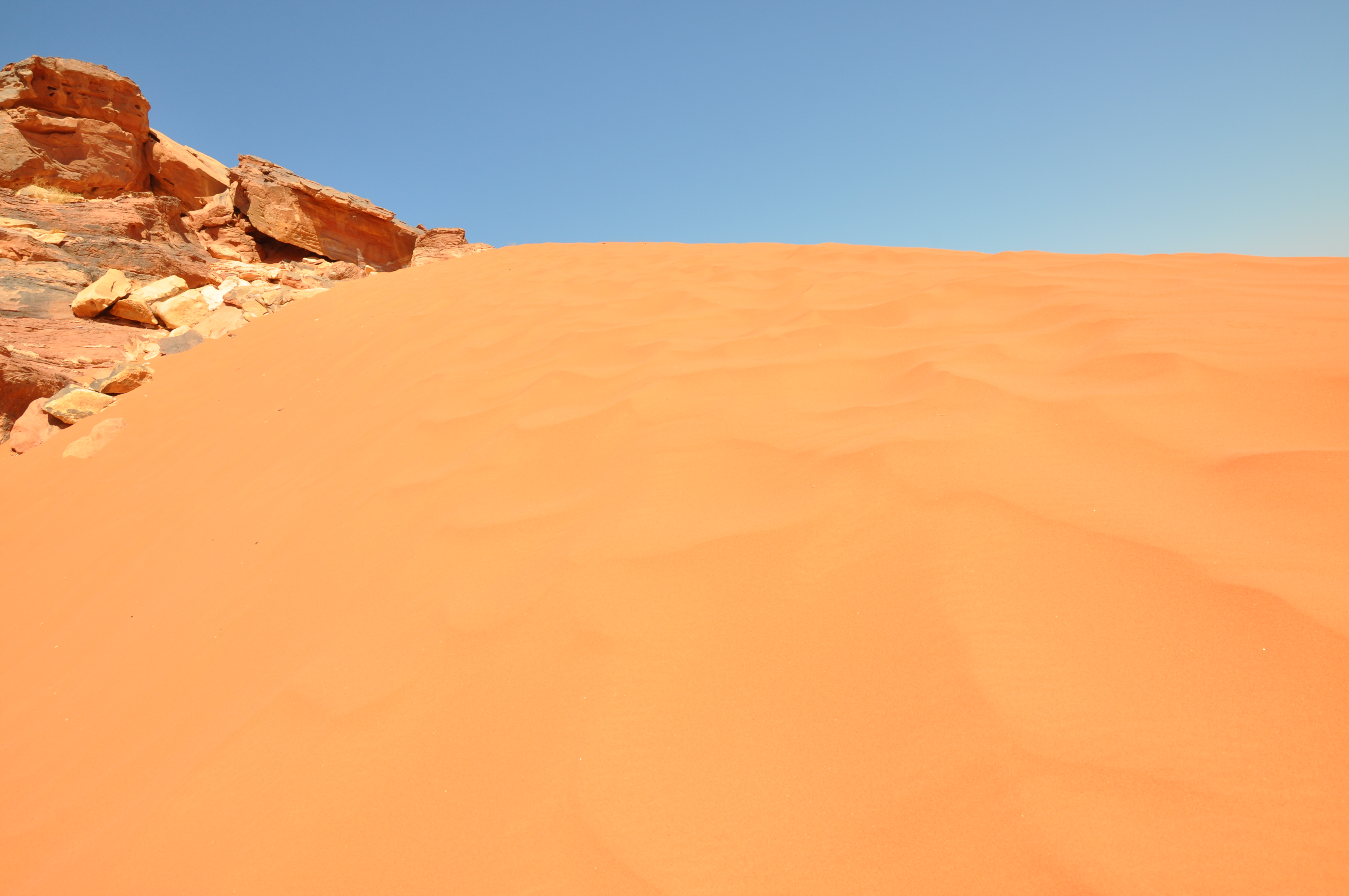
Dune
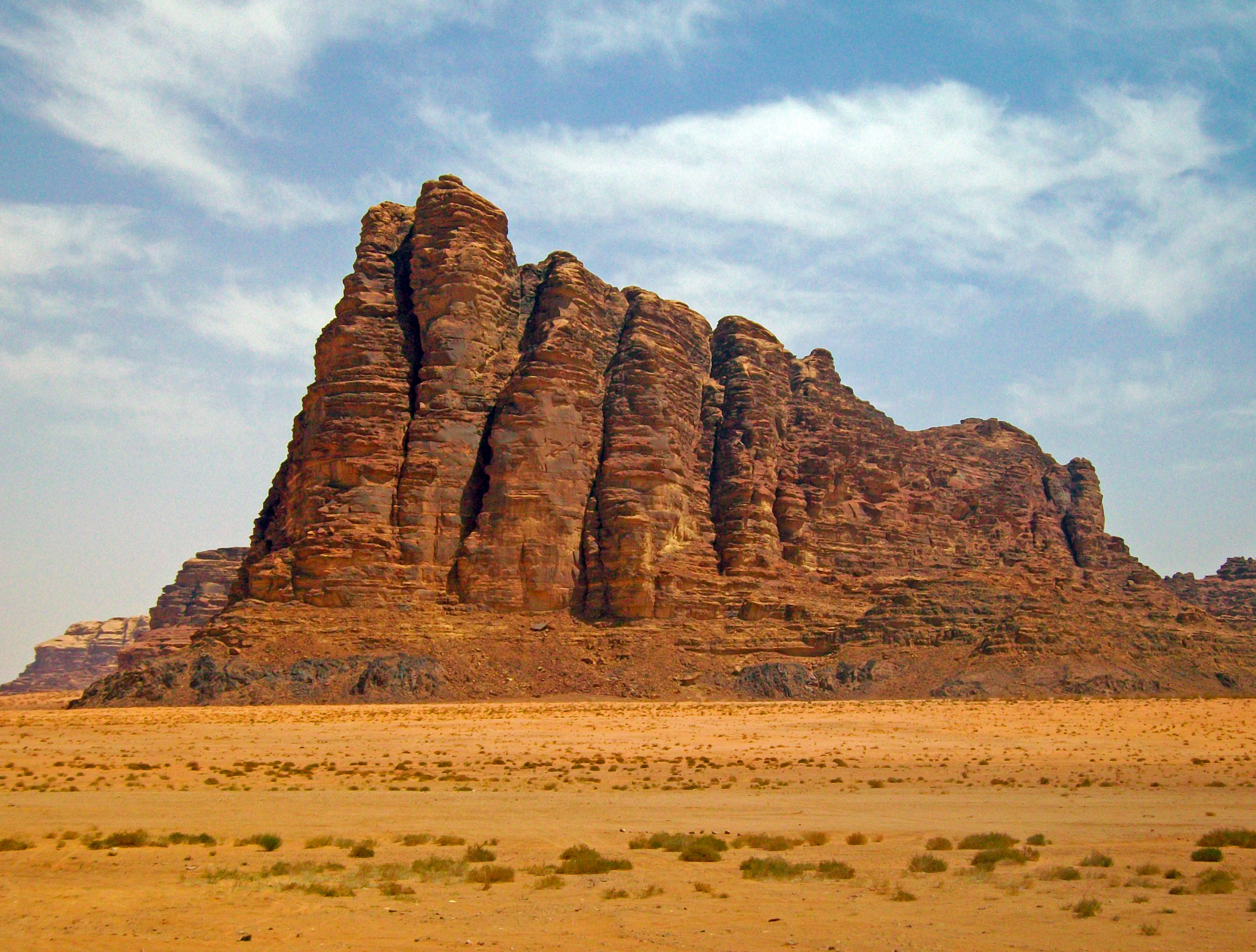
Les sept piliers de la sagesse
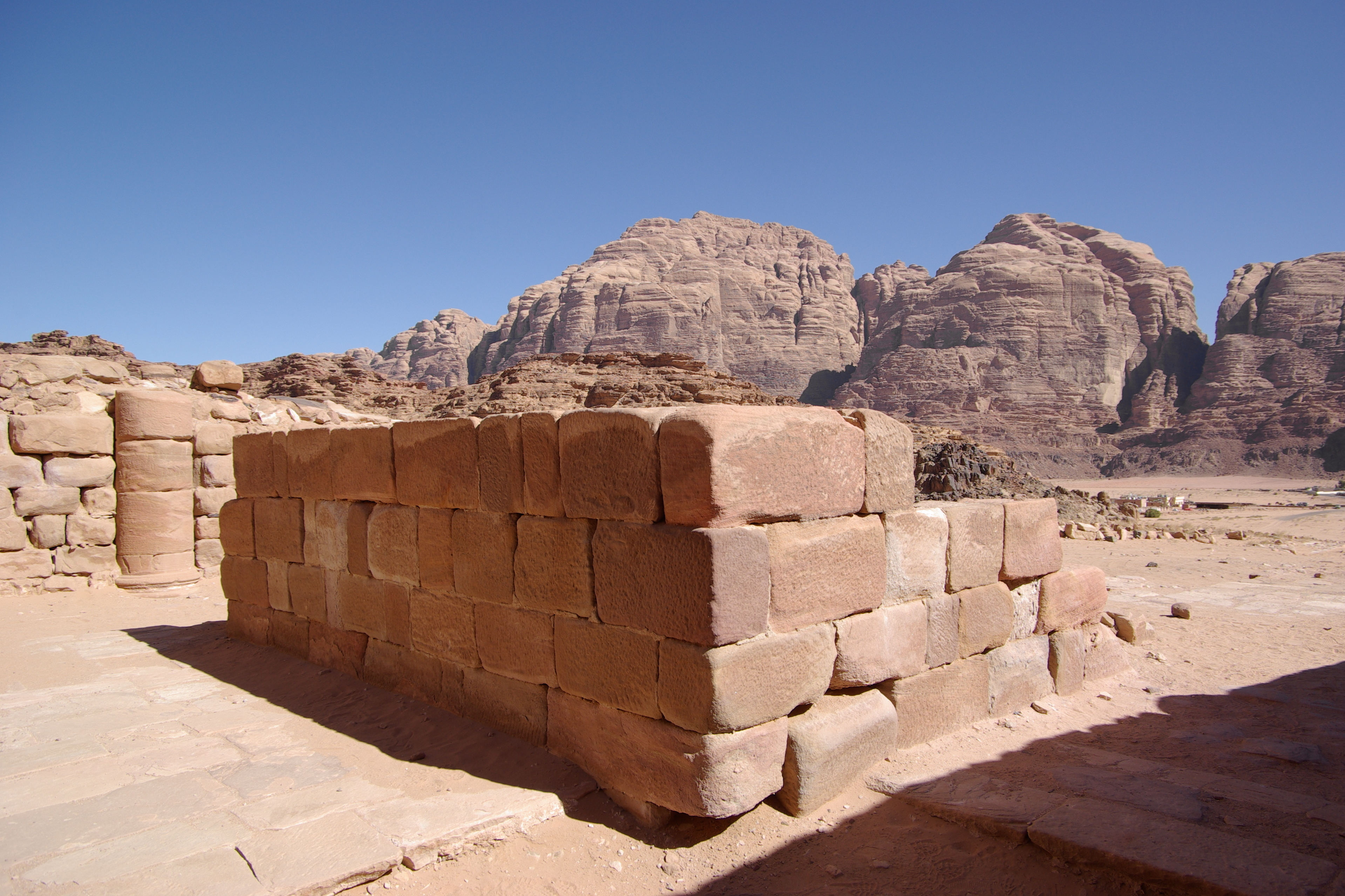
Wadi Rum, les ruines du temple nabatéen
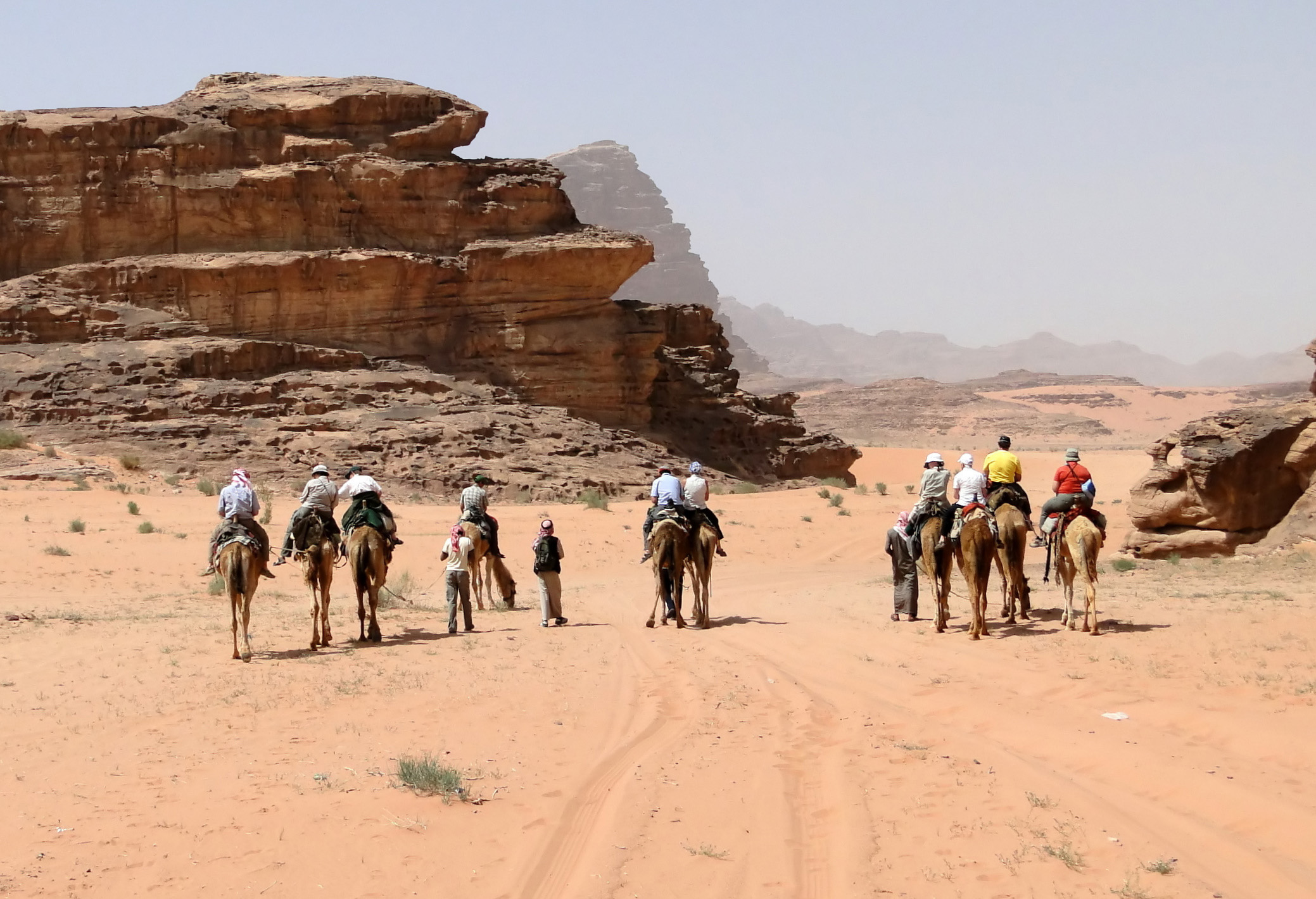
Randonnée avec dromadaires
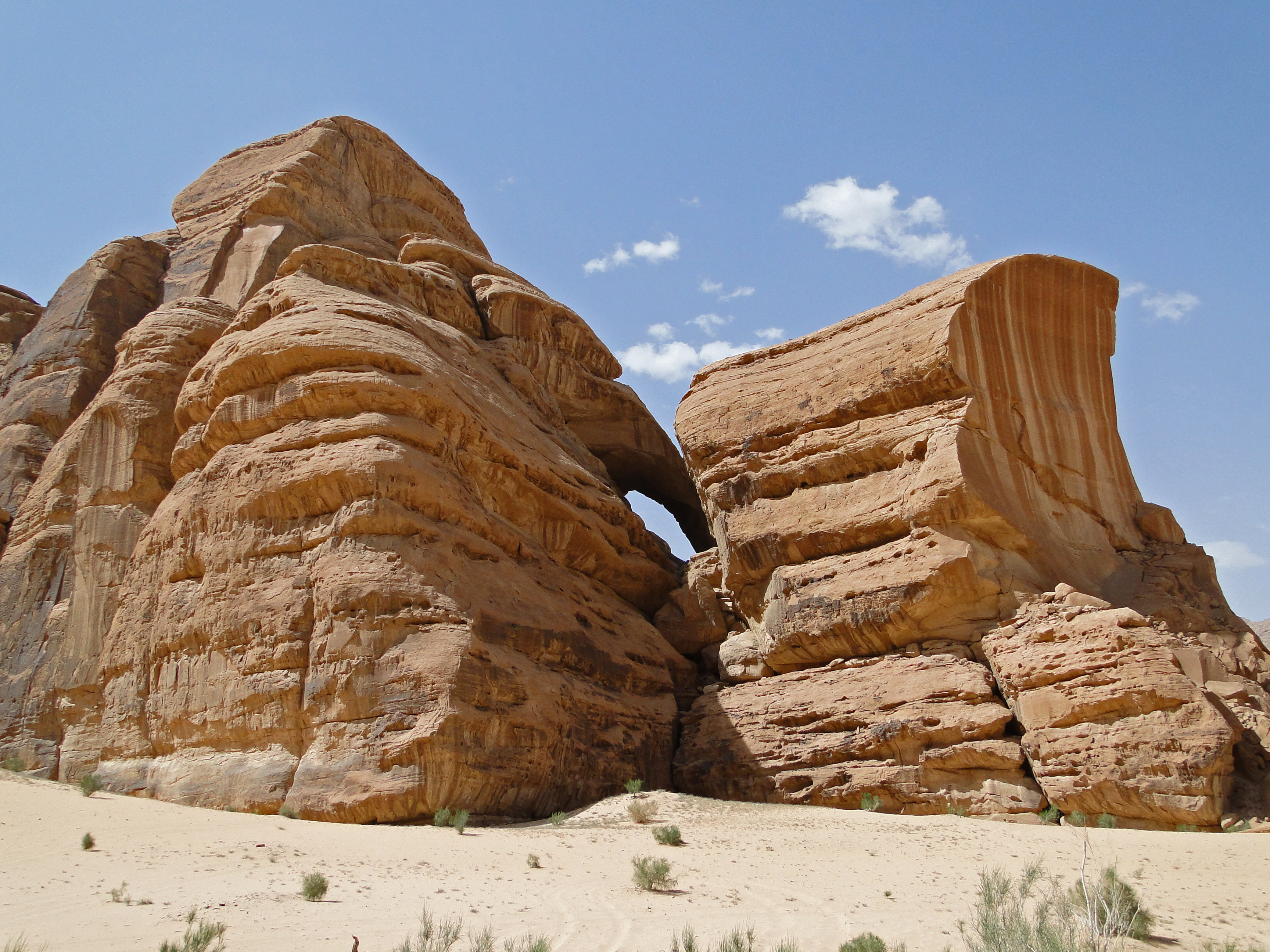
Arche naturelle
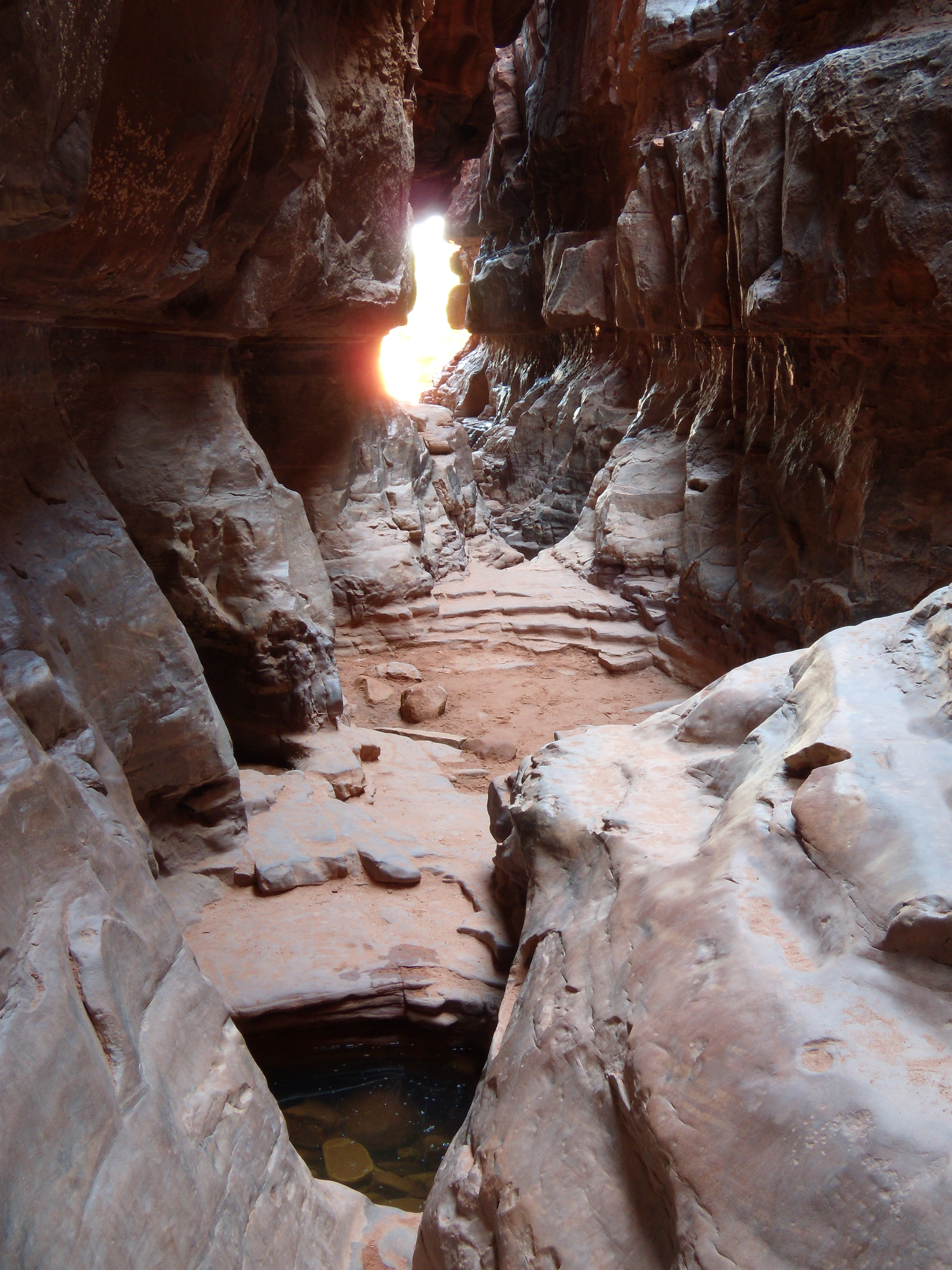
Khazali Canyon
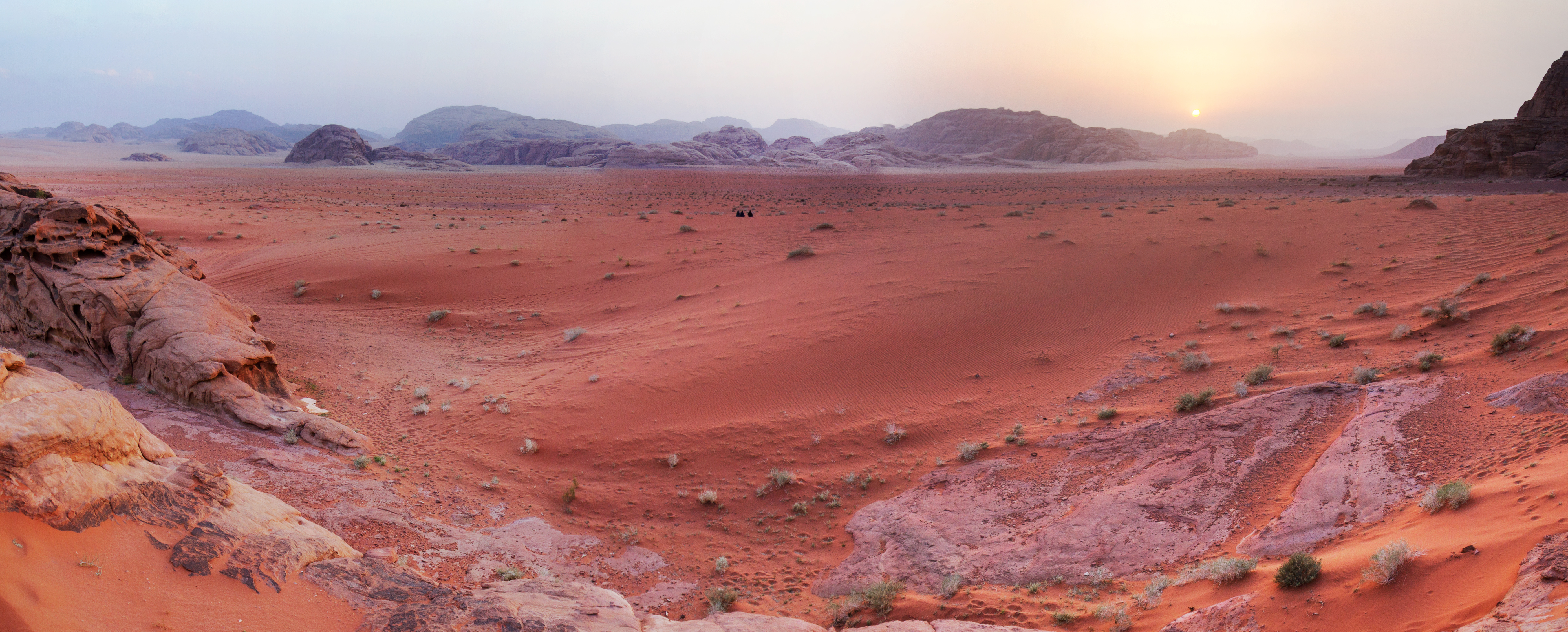
Coucher de soleil
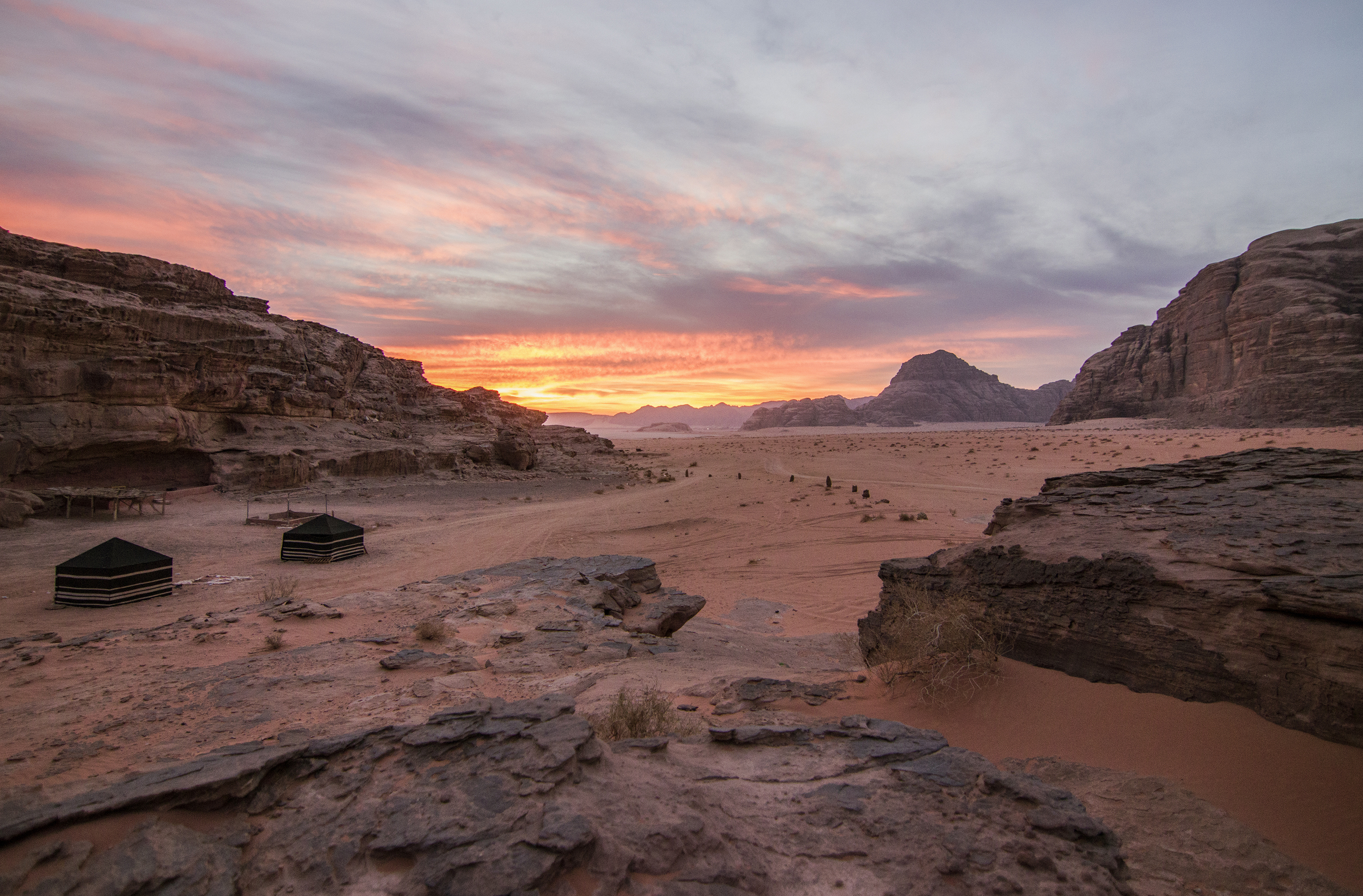
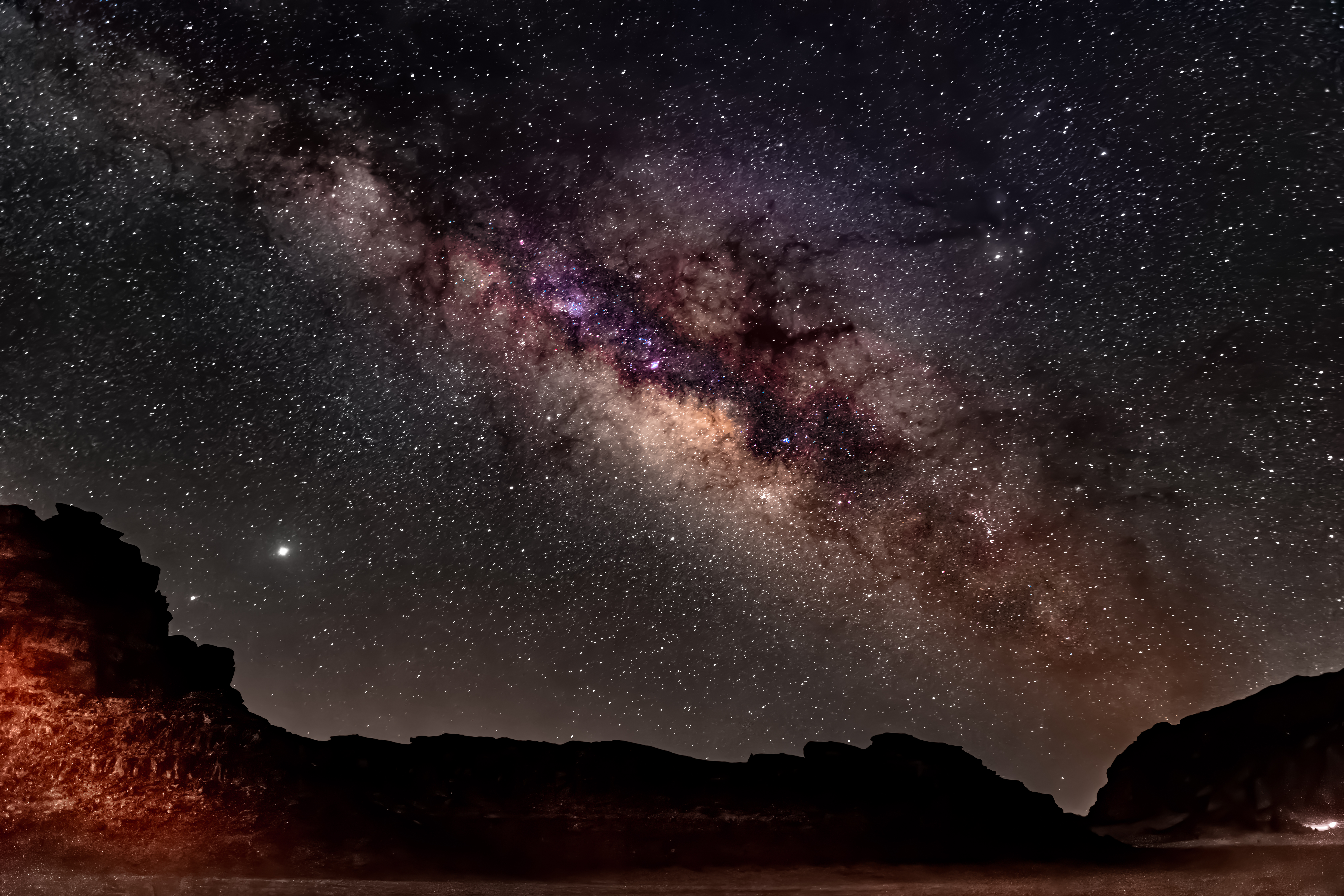
La voie lactée au dessus du Wadi Rum. Juin 2020.

### Escalade

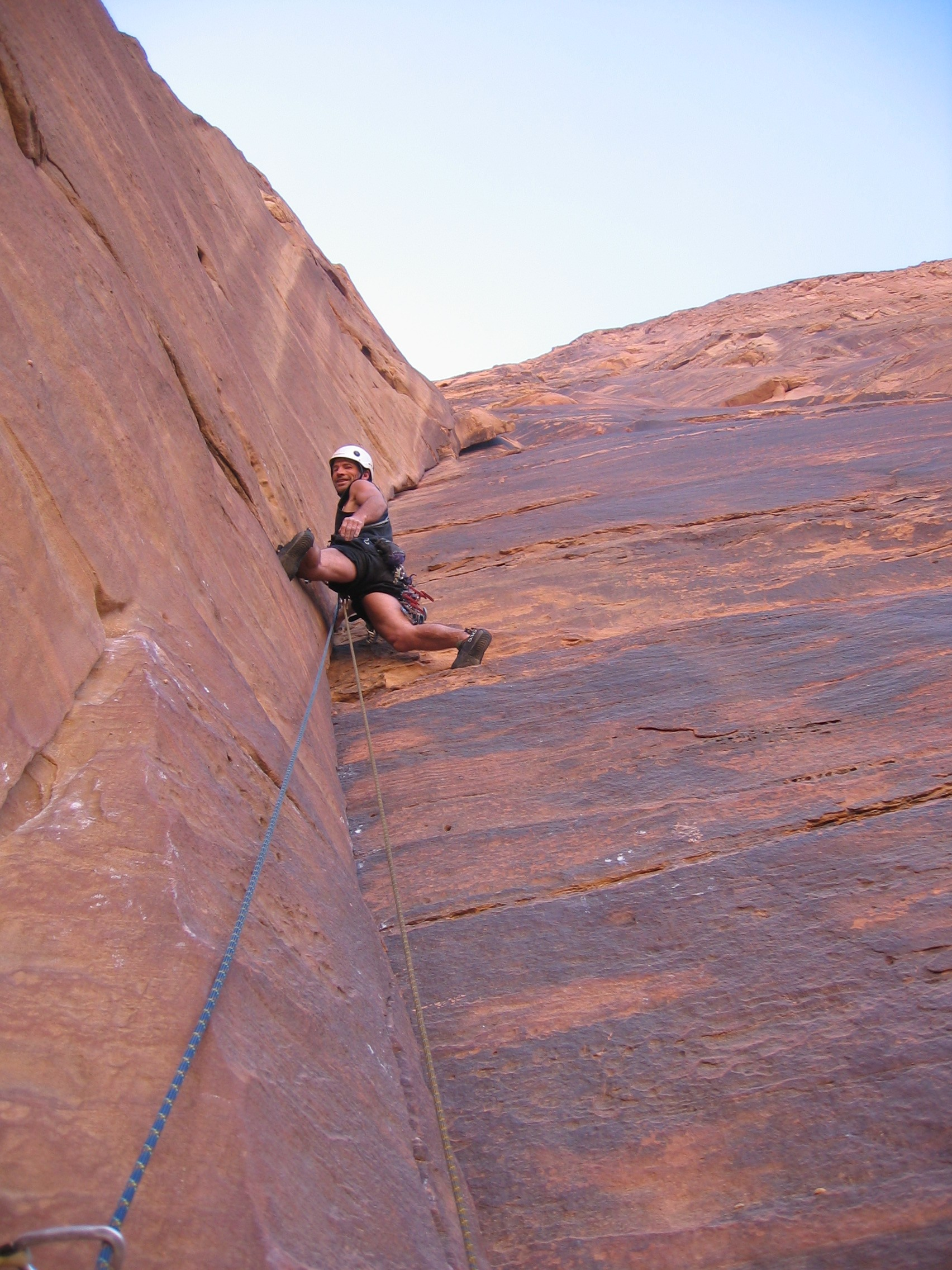
Grimpeur sur le Jabal Ram, 2004.

Les montagnes de grès du Wadi Rum ont été fréquentées dès la préhistoire et certains sommets faciles certainement gravis par les habitants de la région. Les traces de nombreuses « routes bédouines » ont été redécouvertes et documentées par les grimpeurs modernes, à l'exemple de la traversée du Jebel Rum, la Hammad’s Route ou la Sabba’s Route. Ces itinéraires escarpés (jusqu'au 4e degré de difficulté) étaient notamment utilisés par les chasseurs de bouquetin.
Le mont Jabal Ram (1734 m) a été gravi en 1949 par une équipe de géomètres guidés par Sheikh Hamdan. En 1952, les Européens Charmian Longstaff et Sylvia Branforddate réalisent la première ascension à but sportif, guidés par Sheikh Hamdan. Dans les années 1970-1980, Hammad Hamdan répète de nombreuses voies bédouines et réalise des ascensions en solo intégral jusqu'au 5e degré.
Le début de la pratique de l'escalade moderne date de 1984, à la suite de l'invitation d'une équipe de grimpeurs britanniques par le ministère du Tourisme : Howard, Baker, Taylor et Shaw. Durant les années 1980, de nombreuses voies sont ouvertes par les Britanniques, ainsi que le guide français Colonna, les frères Remy, Haupolter et Precht. En 1987, Howard publie le premier guide des voies d'escalade de la région.
En 2000, Batoux, Petit et des amis ouvrent Guerre Sainte (7b +450m.), première voie d'escalade sportive entièrement équipée de pitons à expansion et premier big wall de la région. En 2015, le site de Wadi Rum comprend plus de 300 voies répertoriées, en grande majorité dédiées à l'escalade traditionnelle.

## Lieu de tournage
La vallée a été le lieu de tournage de nombreux films ; pour des scènes de désert ou pour les paysages martiens de films de science-fiction :
- Lawrence d’Arabie, 1962 certaines scènes se passant à Wadi Rum y furent tournées ;
- Planète rouge, 2000 ;
- Passion in the Desert, 1998 ;
- Transformers 2, pour figurer l'Égypte ;
- Prometheus, figurant la planète des Aliens ;
- The Last Days on Mars, 2013 ;
- Seul sur Mars, 2015 ;
- Aladdin, 2019 ;
- Star Wars, épisode IX : L'Ascension de Skywalker, 2019 ;
- Dune, 2020.

## Littérature
- Salah Stétié consacre à cette vallée un chapitre intitulé Une rose pour Wadi Ram dans Le Livre des déserts, itinéraires scientifiques, littéraires et spirituels, ouvrage collectif publié sous la direction de Bruno Doucey en 2005.